# Príslop pod Suchým
Príslop pod Suchým (ok. 1190 lub 1202 m n.p.m.) – przełęcz w masywie Suchego w tzw. Krywańskiej części Małej Fatry, w Karpatach Zachodnich na Słowacji.

## Położenie i charakterystyka
Przełęcz znajduje się w grzbiecie, odchodzącym od tego szczytu w kierunku północno-zachodnim, biegnącym w kierunku Javoriny i oddzielającym dolinę Hoskora od doliny Kúr. Leży tuż pod szczytowym spiętrzeniem Suchego. Ma formę szerokiego, płytkiego siodła w dość wąskim grzbiecie, opadającym stromo na obie strony. Po stronie przeciwnej do Suchego ograniczona jest niskim, bezimiennym garbem, za którym grzbiet opada stromym progiem w kierunku Javoriny. Częściowo zalesiona, częściowo pokryta niewielką polanką. Nie ma znaczenia komunikacyjnego jako przejście przez grzbiet, łączące wymienione wyżej doliny.
Nieco dalej na południowy wschód, wzdłuż grzbietu, w kierunku spiętrzenia Suchego wznosi się łagodnie większa polana, na której górnym końcu znajduje się drogowskaz turystyczny z nazwą „Príslop pod Suchým” i kotą „1216 m”.
Przełęcz znajduje się na terenie Parku Narodowego Mała Fatra, w granicach rezerwatu przyrody Suchý.

## Turystyka
Grzbietem przez przełęcz biegnie czerwono  znakowany szlak turystyczny ze schroniska pod Suchým na szczyt Suchego, będący fragmentem głównej grzbietowej magistrali turystycznej Małej Fatry.
Wspomniany wyżej drogowskaz turystyczny znajduje się w miejscu, w którym od szlaku czerwonego w obie strony odbijają żółto  znakowane trawersy szczytu Suchego: w lewo (w kierunku wschodnim) na Sedlo Vráta, w prawo (w kierunku południowym) na Sedlo pod Suchým.